# Живучість морської нафтогазової споруди
Живучість морської нафтогазової споруди (рос. живучесть морского нефтегазового сооружения; англ. vitality (steadiness) of offshore oil-gas construction; нім. Sicherheit f der marinen Erölgasbohrung f) — здатність морської нафтогазової споруди протидіяти наслідкам аварійних пошкоджень і діянь вибухів, виникненню та поширенню пожеж, нафтогазопроявлень, зберігати і відновлювати роботопридатність усіх технічних засобів і забезпечувати безпеку персоналу, який знаходиться на платформі, а також зберігати устаткування і майно.
Живучість морської нафтогазової споруди забезпечується пожежобезпекою, протифонтанною безпекою (комплекс заходів проти виникнення і поширення відкритих фонтанів, викидів, нафтогазопроявлень), стійкістю технічних засобів (проти пошкоджень), підготовленістю персоналу до боротьби за живучість споруди, комплексом запобіжних заходів для збереження живучості споруди.